# Blunderbuss
Blunderbuss – debiutancki album studyjny amerykańskiego wokalisty i multiinstrumentalisty Jacka White’a. Wydawnictwo ukazało się 24 kwietnia 2012 roku nakładem wytwórni muzycznych Third Man, XL Recordings oraz Columbia. Płyta dotarła do 1. miejsca listy Billboard 200 w Stanach Zjednoczonych sprzedając się w przeciągu tygodnia od dnia premiery w nakładzie 138 000 egzemplarzy.

## Lista utworów
Opracowano na podstawie materiału źródłowego.
1. „Missing Pieces” – 3:27
2. „Sixteen Saltines” – 2:37
3. „Freedom at 21” – 2:51
4. „Love Interruption” – 2:38
5. „Blunderbuss” – 3:06
6. „Hypocritical Kiss” – 2:50
7. „Weep Themselves to Sleep” – 4:19
8. „I'm Shakin'” – 3:00
9. „Trash Tongue Talker” – 3:20
10. „Hip (Eponymous) Poor Boy” – 3:03
11. „I Guess I Should Go to Sleep” – 2:37
12. „On and On and On” – 3:55
13. „Take Me with You When You Go” – 4:10